# 9-й Каменноостровский мост
9-й Каменноостро́вский мост — автодорожный балочный мост через Большой канал Каменного острова в Петроградском районе Санкт-Петербурга. 

## Расположение
Расположен в створе Ломаной аллеи. Рядом с мостом располагается парк «Тихий отдых».
Ниже по течению находится 11-й Каменноостровский мост.
Ближайшая станция метрополитена — «Чёрная речка». 

## Название
Название известно с 1950-х годов, когда были пронумерованы существовавшие мосты Каменного острова и мост стал называться 9-м Каменноостровским.

## История
В 1810-х годах на этом месте был построен деревянный мост, который неоднократно перестраивался и ремонтировался. В 1904 году был построен пятипролётный деревянный балочный мост на деревянных свайных опорах. В 1936—1937 годах при очистке и углублении канала мост был разобран. Существующий мост был построен в 1949—1951 годах по проекту инженера П. В. Андреевского. Предполагалось установить на мосту перила и фонари с разобранного Витебского моста через Введенский канал, однако эти планы не были осуществлены. В 1975 году произведён капитальный ремонт моста, включавший в себя усиление главных балок дополнительными металлическими листами и замену деревянной конструкции проезжей части на железобетонную с асфальтобетонным покрытием. 

## Конструкция
Мост трёхпролётный металлический, балочно-разрезной системы. Пролётное строение состоит из стальных двутавровых балок постоянной высоты (4 балки в поперечном сечении), объединённых поперечными балками. Расстояние между осями главных балок — 2 м. Схема разбивки на пролёты: 4 + 9 + 4 м. Сверху балок устроена монолитная железобетонная плита. Устои железобетонные, сборно-монолитные, на свайном основании (сваи 25х25 см, длина 6 м). Промежуточные опоры железобетонные, в поперечном направлении представляют собой 4 стойки-сваи (сваи 25х25 см, длина 8 м), объединённые насадками. Общая длина моста составляет 19,1 м, ширина — 7,5 м
Мост предназначен для движения автотранспорта и пешеходов. Проезжая часть включает в себя 2 полосы для движения автотранспорта. Покрытие проезжей части и тротуаров — асфальтобетон. Перильное ограждение металлическое, простого рисунка.